# Катамарка
Катама̀рка (на испански: Catamarca) е една от 23-те провинции на Аржентина. Намира се в северозападната част на страната. Провинция Катамарка е с население от 408 152 жители (по изчисления за юли 2018 г.) и обща площ от 102 602 км². Столица на провинцията е град Сан Фернандо дел Вале де Катамарка.